# 무니토스
무니토스(Munitos)는 그리스 신화에 나오는 아카마스의 아들이다. 테세우스의 아들인 아카마스가 트로이 프리아모스 왕의 딸인 라오디케와의 사이에서 낳은 아들이다. 트로이 전쟁이 일어나기 전 아티카의 용사인 아카마스는 디오메데스와 함께 그리스의 사신으로 트로이에 파견되었다. 그들의 목적은 트로이에 헬레네를 돌려달라고 요구하는 것이었다. 그러나 아카마스는 그곳에서 프리아모스 왕의 딸들 가운데 가장 아름다운 라오디케와 사랑에 빠져 아들 무니토스를 낳았다. 라오디케는 헬레네와 함께 트로이로 끌려왔던 아카마스의 할머니 아이트라에게 무니토스를 맡겨 키웠다.